# Radio One (Region Basel/Elsass)
Radio One war ein Anfang der 1980er-Jahre im Raum Basel und Umgebung über UKW empfangbarer Radiosender. Gesendet wurde aus einem Studio in Saint Louis (Frankreich), wo auch die Sendeanlage installiert war.
Schon länger gab es in der Region politische Sender (z. B. Radio Dreyeckland), Radio One war aber das erste ernsthaft betriebene private Musikradio für junge Hörer in der Region Basel und spielte somit eine ähnliche Rolle wie Radio 24 in Zürich, war aber bei weitem nicht so bekannt.

## Programm
Gesendet wurde vor allem moderne Pop- und Rockmusik für das Zielpublikum der Jugendlichen und jungen erwachsenen Hörer. Nebst der Musik gab es aber auch Nachrichten, Interviews, Reportagen und Unterhaltungssendungen.
Moderiert wurde hauptsächlich auf Schweizerdeutsch und Französisch, es gab aber auch Sendungen in englischer, hochdeutscher und italienischer Sprache.
Am frühen Morgen, am Nachmittag und am Abend wurden die Sendungen live moderiert. Zwischen den Livesendungen wurde ein Musikprogramm mit kurzen Ansagen ab einem automatischen Kassettenwechsler gespielt. Damit konnte trotz kleinem Budget und bloss nebenamtlichen, unbezahlten Mitarbeitern rund um die Uhr gesendet werden.

## Geschichte
Radio One war ursprünglich ein Piratensender von Jugendlichen aus Basel. Da man aber ein richtiges Privatradio betreiben wollte, was damals in der Schweiz noch nicht erlaubt war, hat man gemeinsam mit französischen Kollegen ein Studio und eine Sendeanlage im Jugendhaus MJC/CCL (heute Espace Loisirs) an der Rue du Docteur Hurst 56 im benachbarten elsässischen Saint Louis eingerichtet, von wo aus ab Anfang 1982 auf 102,2 MHz gesendet wurde. Später wurde die Frequenz auf 101,8 MHz umgestellt.
Im Jahr 1982 hat sich Radio One in der Schweiz um eine Sendelizenz für die ab 1983 eingeführten privaten Lokalradios beworben, ist dabei aber leer ausgegangen.
Das anfangs werbefreie Radio One hat gegen Mitte der 1980er Jahre mit der Ausstrahlung von Werbeblöcken begonnen um die finanzielle Situation zu verbessern, dies im Hinblick auf die Konkurrenz der neu eingeführten kommerziellen Privatradios und des Popmusiksenders DRS3 der SRG, welche über viel mehr Geld verfügten.
Radio One war bis 1985 aktiv. Damals gab es Meinungsverschiedenheiten zwischen den Moderatoren aus der Schweiz und jenen aus Frankreich. Ein Schweizer Moderator hat sich verabschiedet und von Meinungsverschiedenheiten gesprochen, dann wurde der Sender abgeschaltet. Einige Tage später, am 23. April 1985, wurde der Sender wieder in Betrieb genommen, allerdings ohne die Schweizer, nur noch auf Französisch. Einige Wochen oder Monate später wurde der Betrieb dann ganz eingestellt.